# Strumigenys basiliska
Strumigenys basiliska  (лат.) — вид мелких земляных муравьёв из подсемейства мирмицины (Myrmicinae).Океания: Фиджи.
Мелкие муравьи (около 3 мм) с сердцевидной головой, расширенной кзади. Длина головы HL 0,64—0,68 мм, ширина головы HW 0,46—0,50 мм (мандибулярный индекс MI 28—30). Головной дорзум без отстоящих волосков. жвалами короткие с двумя апикальными шиповидными зубцами и одним преапикальным. Основная окраска тела тёмно-коричневая, усики и лапки светлее. Усики 6-члениковые. Заднегрудка с 2 проподеальными шипиками. От близких видов Strumigenys biroi и Strumigenys pulchra отличается гладкими головой и грудкой, а также отсутствием специализированных волосков.
Стебелёк между грудкой и брюшком состоит из двух члеников: петиолюса и постпетиолюса (последний четко отделен от брюшка), жало развито, куколки голые (без кокона). Предположительно, как и другие виды рода, специализированные охотники на коллембол. Вид был впервые описан в 2000 году английским мирмекологом Барри Болтоном (Лондон, Великобритания).